# Kelme

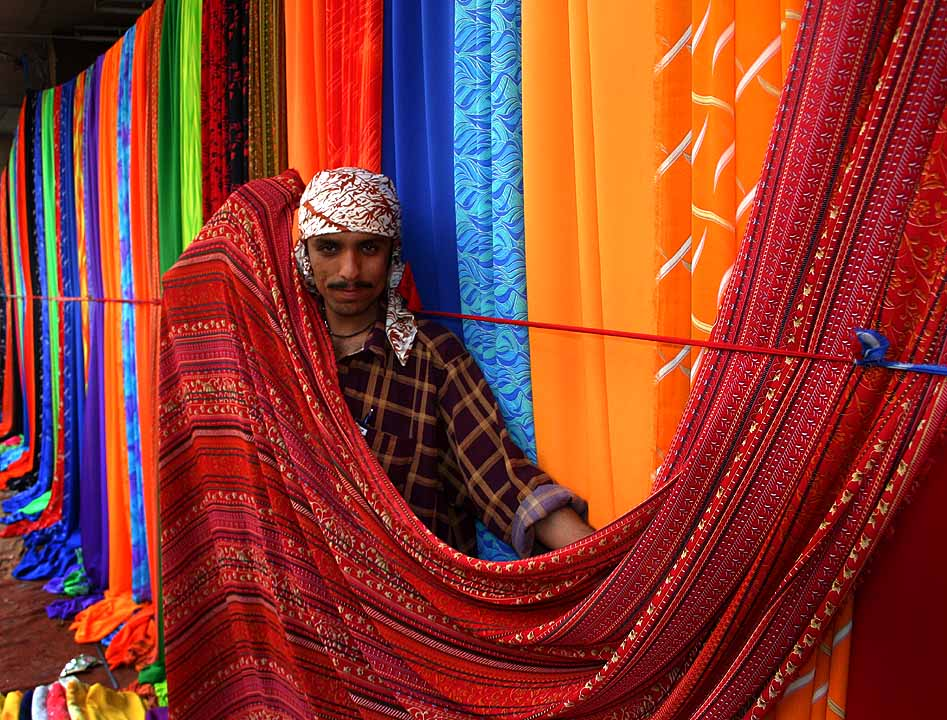
Kelmeárus Karacsiban

A kelme a textilanyagok egy jellegzetes megjelenési formája: szálakból vagy fonalakból, a textilipar valamelyik eljárásával előállított összefüggő szerkezet, sík vagy cső alakú termék.

## Értelmezések

### Köznapi értelmezés
A kelme fogalmán a köznyelv általában a ruházati vagy esetleg lakástextília céljára  készült szöveteket érti. Például a Magyar értelmező kéziszótár – erősen leszűkített – meghatározása szerint "felsőruházatnak való méteráru, különösen szövet", vagyis eszerint csak a (felső)ruházati célra és elsősorban a szövőgépen készült textiltermékek tartoznának ide.
A köznyelv elterjedten használja az anyag kifejezést is, ha például egy ruhadarab elkészítéséhez való kelméről van szó. A Magyar értelmező kéziszótár szerint "ruhaanyag: felsőruha készítéséhez való textilanyag". Egy szabni-varrni tanító, alapfokú ismeretterjesztő könyvből való ez az idézet: "A csíkos vagy kockás anyagot úgy kell félbe hajtani, hogy a csíkok pontosan fedjék egymást."

### Szaknyelvi értelmezés
A textilipar szaknyelvében a kelme sokkal szélesebb értelemben használatos, mint amit az értelmező szótár sugall. A textiliparban ez a szó összefoglaló neve a szálakból vagy fonalakból, textilipari eljárásokkal készült síklap vagy cső alakú készítményeknek, függetlenül attól az eljárástól, amellyel elérik, hogy az eredetileg laza szálakból ill. különálló fonalakból stabil, összefüggő felület alakuljon ki. Így egyaránt ide tartoznak
- a szövetek,
- a kötött termékek,
- a fonatolással készült termékek,
- a csipkék,
- a nemszőtt kelmék
- a varrvahurkolt kelmék és
- a nemezek.

Fogalmilag a "kelme" szó így megfelel például az angol fabric, a német Flächengebilde, az olasz tessuto szakkifejezéseknek.
A fentiek értelmében a textiliparban használatos "kelme" szó tehát nagyjából megfelel annak, mint amit a köznyelv a ruhakészítéssel kapcsolatban "anyagnak" nevez. Az "anyag" azonban a műszaki szaknyelvben sokkal általánosabb jelentésű, természetesen nem csak textilanyagot jelenthet, ezért ennek használata ebben a szűkített értelemben nem lenne helyes. Ennek ellenére a szaknyelvnek az üzemi gyakorlatban alkalmazott változata, az ún. "szakzsargon" ismeri például az "anyagtovábbító" kifejezést a varrógépek egy bizonyos szerkezeti részére, aminek szabatos elnevezése ezzel szemben – amennyiben textilanyagok varrására szolgáló gépről van szó – "kelmetovábbító". (Bőripari varrógépek esetében az "anyagtovábbító" valóban helyesebb kifejezés, hiszen a "kelme" szó bőrökre nem vonatkozik.)

#### Kritikus vélemények
Szakemberek között is van vita a kelme szó e kiterjesztett értelmezéséről. Vannak olyan vélemények, amelyek szerint ez csak a kötött kelmék vagy a nemszőtt kelmék megjelölésénél indokolt, mert a többi eljárással készült termékeknek önálló neve van (szövet, fonat, csipke, nemez). Azonban amikor általában kell egy termékről beszélni, aminél nem ismert, vagy nem jellemző a gyártási mód, akkor igen hasznos ez az általános, mindent vagy bármit magában foglaló elnevezés. A vizsgálati módszerek között például számos olyan eljárás van, amelyet a próbadarabon ugyanúgy kell elvégezni, akármilyen módszerrel készítették is – ilyen például a területi sűrűség mérése, azaz az 1 m² területre eső tömeg meghatározása –; ez esetben a gyakorlatban is a kelmevizsgálat kifejezés használatos.
Egyes szakszövegekben találkozunk a "laptermék" kifejezéssel, ami a német "Flächengebilde" szolgai fordítása. Minthogy a magyar "kelme" teljesen megfelel ennek az értelmezésnek, helyesebb az erőltetett fordítás helyett az eredeti magyar szót használni. Ezt annál is inkább alátámasztja az, hogy a textilipari eljárásokkal nem csak lapokat, hanem cső alakú szerkezeteket is előállítanak (mint például zsákokat, tömlőket, harisnyát stb.).